# Тёрнер, Шэрон
Шэрон Тёрнер (англ. Sharon Turner) — английский историк.

## Жизнь
Родившийся в Пентонвилле, Тёрнер был старшим сыном Уильяма и Энн Тернер из Йоркшира, которые поженились в Лондоне. Он бросил школу в пятнадцать лет, чтобы стать адвокатом в Судебной инне. 18 января 1795 г. он женился на Мэри Уоттс , от которой у него было шестеро детей. Среди них были Сидни, инспектор исправительных школ, и Мэри, вышедшая замуж за экономиста Уильяма Эллиса.
Тёрнер стал адвокатом, но оставил эту профессию после того, как заинтересовался изучением исландской и англо-саксонской литературы. Он поселился на площади Красного Льва возле Британского музея и прожил там шестнадцать лет. Когда его друг Исаак Дизраэли покинул синагогу после спора с раввином, Тёрнер убедил его крестить своих детей, в том числе будущего премьер-министра Бенджамина Дизраэли, в англиканской церкви, чтобы дать им больше шансов в жизни.